# Conus alexandri
Conus alexandri é uma espécie de gastrópode do gênero Conus, pertencente a família Conidae.